# 민순 선생 묘 및 신도비
민순 선생 묘 및 신도비는 경기도 고양시 덕양구 현천동에 있는 무덤이다. 1986년 6월 16일 고양시의 향토문화재 제8호로 지정되었다.

## 개요
묘는 항공대 뒤편인 현천동 거무내 마을에 남향으로 위치하고 있으며 숙인(淑人) 평양 조씨(平壤 趙氏)와 숙인(淑人) 전주 이씨(全州 李氏)가 함께 3기의 봉분이 나란히 자리 잡고 있다.
묘소에는 묘비, 묘갈, 상석, 향로석 및 망주석 1쌍이 있다. 민순의 봉분 앞에는 통천대부 위통예 습정선생 민공지묘(通訓大夫 通禮院 右通禮 習靜先生 閔公之墓)라 쓰여진 묘비가 있다. 묘소 50m아래에 있는 묘갈명에는 습정선생 민공갈명(習靜先生 閔公墓碣銘)이라는 전자만 확인될 뿐 비문은 판독하기 어려울 정도로 마멸이 심하다. 민순(1519~1591)은 조선 중기의 학자로 문봉서원(文峰書院)에 제향된 고양팔현(高陽八賢)의 한 사람이다.

## 현지 안내문
민순(1519~1591) 선생은 조선 중기의 학문이 높은 학자로서 자는 경초(景初), 호는 행촌(杏村), 습정(習精), 본관은 여흥(麗興)이다. 신광한(申光漢)·서경덕(徐敬德)의 문인으로 선조(宣祖) 초에 효행으로 천거되어 효릉참봉(孝陵參奉)이 된 후 주부(主簿), 형조·공조의 낭관(郎官), 토산현감(兎山縣監)을 거쳐 수안군수(遂安郡守)에 이르러 벼슬에서 물러났다. 선조 8년(1575) 인순왕후(仁順王后)의 상(喪)때 예관들이 오모흑대(烏帽黑帶)로 상복을 정하자 상소, 송나라 효종(孝宗)의 백모(白帽) 3년의 제도를 지킬 것을 건의하여 실시케 했다. 그 위 용강(龍岡)군수·청풍(淸風)군수·장령(掌令)·공조정랑(工曺正郞)·예빈사정(禮賓寺正)·좌통례(左通禮) 등에 임명되었으나 모두 사퇴하고 향리인 고양에 돌아가 후진교육과 학문연구에만 전념했다. 저서에 행촌집이 있으며, 개성의 화곡서원(花谷書院), 고양의 문봉(文峯)서원에 제향되었다.
묘는 부인 평양조씨(平壤趙氏평양조씨)·전주이씨(全州李氏)와 함께 3위의 묘가 나란히 안치되었다. 가운데 묘 앞에는 '통훈대부 통례원 우통례 습정선생 민공지묘'(通訓大夫 通禮院 右通禮 習靜先生 閔公之墓)란 백대리석 묘비, 우측에는 1983년에 건립된 옥개석을 갖춘 묘비, 상석·향로석·망주석 등의 석물이 갖추어져 있다. 묘소에서 50m 지점 아래에 위치한 신도비는 습정선생민공묘비명(習靜先生 閔公墓碑銘)이란 전자(篆字)만 확인될 뿐, 비문은 판독(判讀)하기 어려울 만큼 마멸이 심하다. 신도비는 백대리석의 재료에, 규모는 높이 185cm, 폭 79cm, 두께 24cm이다.

## 같이 보기
- 민순

## 참고 문헌
- 민순선생묘 및 신도비 - 고양시의 문화관광 - 향토유적